# Caraipa
Genre
Caraipa est un genre de plantes à fleurs de la famille des Calophyllaceae, comprenant 29 à 69 espèces, et dont l'espèce type est Caraipa parvifolia Aubl..

## Protologue

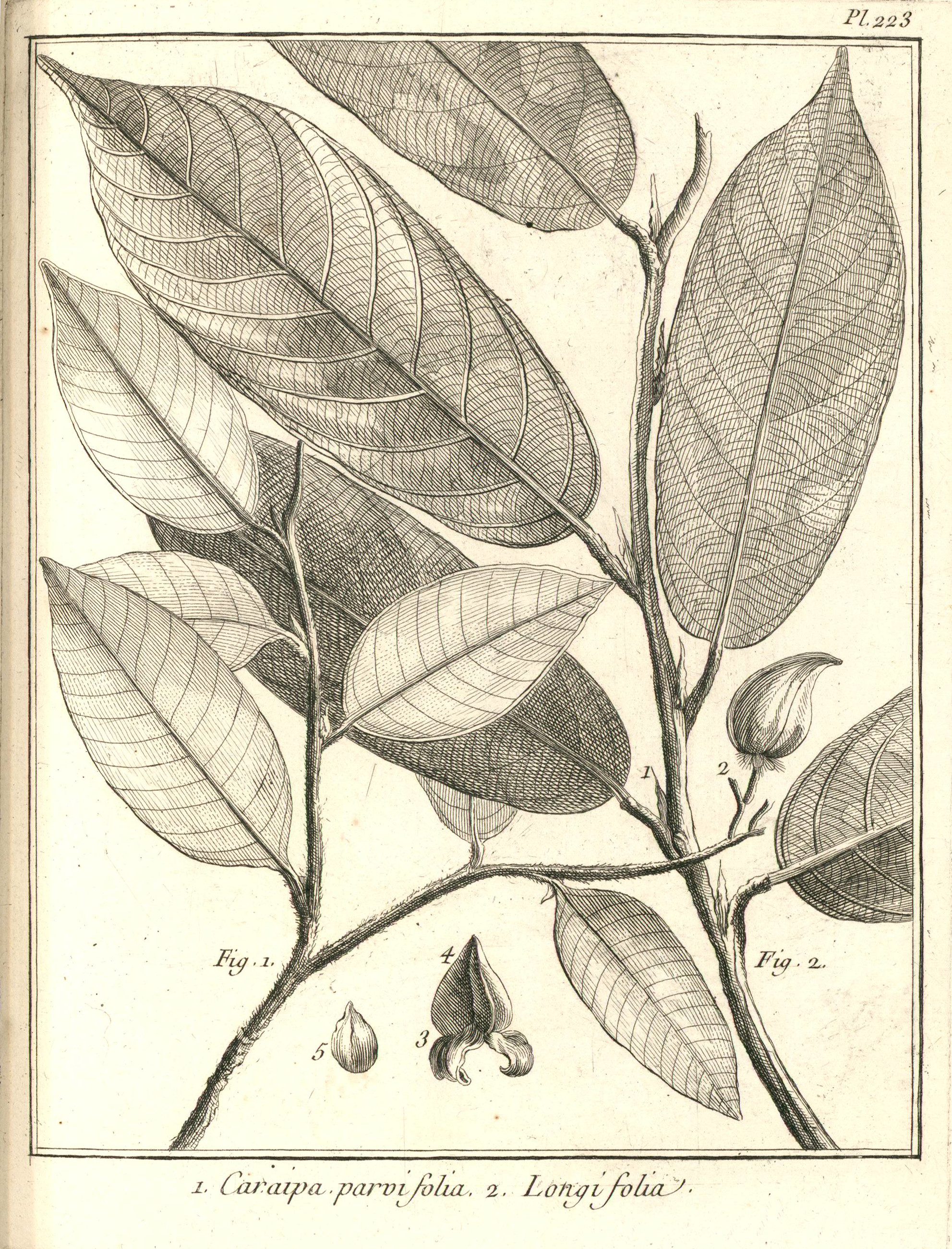
Caraipa parvifolia : Planche 223. Fig. 1 accompagnant la description du genre Caraipa par Aublet (1775).

En 1775, le botaniste Aublet propose le protologue suivant : 
« CARAIPA. (Tabula 223. Fig. 1.)
CAL. Perianthium monophyllum, quinquepartitum ; laciniis villoſis, ſubrotundis. 
COR. . . . 
STAM. Filamenta plurima, receptaculo piſtilli inſerta. Antheræ ſubrotundæ, biloculares. 
PIST. . . . 
PER. Capsula ſubrotunda, ſubtrigona, apice acuto, incurvo, trilocularis, trivalvis. 

SEM. ſolitaria, angulata, extùs convexa. »
— Fusée-Aublet, 1775.

## Liste d'espèces
Selon GBIF (7 mars 2022) :
- Caraipa acuminata Rich., 1886
- Caraipa acutata F.N.Cabral
- Caraipa ampla Ducke
- Caraipa andina Aymard & L.M.Campb.
- Caraipa angustifolia Aubl.
- Caraipa antioquensis F.N.Cabral
- Caraipa aracaensis Kubitzki
- Caraipa balbinensis F.N.Cabral
- Caraipa caespitosa F.N.Cabral
- Caraipa colombiana Ewan
- Caraipa cordifolia F.N.Cabral
- Caraipa costata Spruce ex Benth.
- Caraipa davilae F.N.Cabral
- Caraipa densifolia Mart. - 2 sous-espèces
- Caraipa duckeana Kubitzki
- Caraipa foveolata Huber
- Caraipa glabra F.N.Cabral
- Caraipa grandifolia Mart.
- Caraipa heterocarpa Ducke
- Caraipa iracemensis F.N.Cabral
- Caraipa jaramilloi R.Vásquez
- Caraipa kubitzkii F.N.Cabral
- Caraipa laevigata Rich., 1886
- Caraipa llanorum Cuatrec. - 2 sous-espèces
- Caraipa longipedicellata Steyerm.
- Caraipa longisepala Kubitzki
- Caraipa macrocarpa F.N.Cabral
- Caraipa minor Huber
- Caraipa multinervia Kubitzki
- Caraipa myrcioides Ducke
- Caraipa nigrolineata F.N.Cabral
- Caraipa odorata Ducke
- Caraipa parvielliptica Cuatrec.
- Caraipa parvifolia Aubl.
- Caraipa pilosa J.R.Grande & F.N.Cabral
- Caraipa psilocarpa Kubitzki
- Caraipa punctulata Ducke
- Caraipa racemosa Cambess.
- Caraipa richardiana Cambess.
- Caraipa rodriguesii Paula
- Caraipa savannarum Kubitzki
- Caraipa surinamensis Miq.
- Caraipa tereticaulis Tul.
- Caraipa tumescens F.N.Cabral
- Caraipa utilis R.Vásquez
- Caraipa valioi Paula
- Caraipa yutajensis F.N.Cabral

Selon Catalogue of Life (1 août 2018) :
- Caraipa ampla Ducke
- Caraipa andina Aymard & L.M.Campb.
- Caraipa antioquensis F.N.Cabral
- Caraipa aracaensis K. Kubitzki
- Caraipa balbinensis F.N.Cabral
- Caraipa caespitosa F.N.Cabral
- Caraipa colombiana Ewan
- Caraipa costata Spruce ex Benth.
- Caraipa davilae F.N.Cabral
- Caraipa densifolia
- Caraipa duckeana K. Kubitzki
- Caraipa foveolata Huber
- Caraipa glabra F.N.Cabral
- Caraipa grandifolia
- Caraipa heterocarpa Ducke
- Caraipa iracemensis F.N.Cabral
- Caraipa jaramilloi R. Vásquez M.
- Caraipa llanorum
- Caraipa longipedicellata Steyerm.
- Caraipa longisepala K. Kubitzki
- Caraipa macrocarpa F.N.Cabral
- Caraipa minor Huber
- Caraipa multinervia K. Kubitzki
- Caraipa myrcioides Ducke
- Caraipa odorata Ducke
- Caraipa parvielliptica Cuatrec.
- Caraipa parvifolia Aubl.
- Caraipa pilosa J.R.Grande & F.N.Cabral
- Caraipa psilocarpa K. Kubitzki
- Caraipa punctulata Ducke
- Caraipa racemosa Cambess.
- Caraipa richardiana Cambess.
- Caraipa rodriguesii Paula
- Caraipa savannarum K. Kubitzki
- Caraipa tereticaulis Tul.
- Caraipa tumescens F.N.Cabral
- Caraipa utilis R. Vásquez M.
- Caraipa valioi Paula

Selon The Plant List (1 août 2018) :
- Caraipa ampla Ducke
- Caraipa andina Aymard & L.M.Campb.
- Caraipa aracaensis Kubitzki
- Caraipa costata Spruce ex Benth.
- Caraipa densifolia Mart.
- Caraipa duckeana Kubitzki
- Caraipa foveolata Huber
- Caraipa grandifolia Mart.
- Caraipa heterocarpa Ducke
- Caraipa jaramilloi R.Vásquez
- Caraipa llanorum Cuatrec.
- Caraipa longipedicellata Steyerm.
- Caraipa longisepala Kubitzki
- Caraipa minor Huber
- Caraipa multinervia Kubitzki
- Caraipa myrcioides Ducke
- Caraipa odorata Ducke
- Caraipa parvielliptica Cuatrec.
- Caraipa parvifolia Aubl.
- Caraipa psilocarpa Kubitzki
- Caraipa punctulata Ducke
- Caraipa racemosa Cambess.
- Caraipa richardiana Cambess.
- Caraipa rodriguesii Paula
- Caraipa savannarum Kubitzki
- Caraipa surinamensis Miq.
- Caraipa tereticaulis Tul.
- Caraipa utilis R.Vásquez
- Caraipa valioi Paula

Selon Tropicos (1 août 2018) (Attention liste brute contenant possiblement des synonymes) :
- Caraipa acutata F.N. Cabral
- Caraipa ampla Ducke
- Caraipa andina Aymard & L.M. Campb.
- Caraipa angustifolia Aubl.
- Caraipa antioquensis F.N. Cabral
- Caraipa aracaensis Kubitzki
- Caraipa balbinensis F.N. Cabral
- Caraipa caespitosa F.N. Cabral
- Caraipa calophylla Spreng. ex Choisy
- Caraipa colombiana Ewan
- Caraipa cordifolia F.N. Cabral
- Caraipa costata Spruce ex Benth.
- Caraipa davilae F.N. Cabral
- Caraipa densifolia Mart.
- Caraipa duckeana Kubitzki
- Caraipa excelsa
- Caraipa fasciculata Cambess.
- Caraipa ferruginea Steyerm.
- Caraipa foveolata Huber
- Caraipa glabra F.N. Cabral
- Caraipa glabrata Mart.
- Caraipa grandifolia Mart.
- Caraipa heterocarpa Ducke
- Caraipa insidiosa Barb. Rodr.
- Caraipa iracemensis F.N. Cabral
- Caraipa jaramilloi Vásquez
- Caraipa kubitzkii F.N. Cabral
- Caraipa lacerdaei Barb. Rodr.
- Caraipa latifolia Aubl.
- Caraipa laurifolia Spruce ex Choisy
- Caraipa laxiflora Benth.
- Caraipa leiantha Benth.
- Caraipa llanorum Cuatrec.
- Caraipa longifolia Aubl.
- Caraipa longipedicellata Steyerm.
- Caraipa longisepala Kubitzki
- Caraipa macrocarpa F.N. Cabral
- Caraipa melhemiana Paula
- Caraipa minor Huber
- Caraipa multinervia Kubitzki
- Caraipa myrcioides Ducke
- Caraipa myricaefolia Spruce
- Caraipa nigrolineata F.N. Cabral
- Caraipa odorata Ducke
- Caraipa palustris Barb. Rodr.
- Caraipa paniculata Mart.
- Caraipa paraensis Huber
- Caraipa parvielliptica Cuatrec.
- Caraipa parvifolia Aubl.
- Caraipa pilosa J.R. Grande & F.N. Cabral
- Caraipa psidiifolia Ducke
- Caraipa psilocarpa Kubitzki
- Caraipa punctulata Ducke
- Caraipa racemosa Cambess.
- Caraipa reticulata Ducke
- Caraipa richardiana Cambess.
- Caraipa rodriguesii Paula
- Caraipa savannarum Kubitzki
- Caraipa sellowii Turcz.
- Caraipa silvatica Barb. Rodr.
- Caraipa simplicior Sandwith
- Caraipa spuria Barb. Rodr.
- Caraipa suaveolens Planch. ex Benth.
- Caraipa tereticaulis Tul.
- Caraipa tumescens F.N. Cabral
- Caraipa utilis Vásquez
- Caraipa valioi Paula
- Caraipa variabilis Cambess.
- Caraipa yutajensis F.N. Cabral